# Ylläs
Ylläs est la plus grande station de sports d'hiver de Finlande. Elle est située en Laponie sur le territoire de la commune Kolari, près de Ylläsjärvi (sv) et Äkäslompolo.
Le dénivelé maximal est de 518 mètres, soit le plus important du pays. La plus longue piste de Finlande s'y trouve, elle mesure 3 000 mètres. Il est possible d'y pratiquer le ski nocturne sur 30 km de pistes. 
La station est équipée de la seule télécabine 8-places de Finlande.